# Marija Razgutė
Marija Razgutė, née le 21 juin 1985 à Klaipėda (Lituanie), est une productrice lituanienne et fondatrice de la société de productions M-Films.

## Biographie
Marija Razgutė naît le 21 juin 1985 à Klaipėda (Lituanie).
Elle commence des études de gestion d'entreprise pour se réorienter en 2006 vers la maîtrise en gestion culturelle et politique culturelle de l'Académie des arts de Vilnius qu'elle finit en 2010. Pendant ses études, elle produit en 2008 le court métrage Suicide réalisé par Mindaugas Sruogius et remporte le Prix Silver Crane du meilleur court métrage étudiant de l'Académie du cinéma lituanien.
Marija Razgutė fonde en 2008 la société de production M-Films. Elle produit d'abord des courts métrages puis développe des films lituaniens et des coproductions internationales (Espagne, France, Suède, Allemagne, Géorgie, République tchèque), généralement avec les mêmes réalisateurs. Elle collabore ainsi sur les courts métrages puis les premiers longs métrages de Karolis Kaupinis, Andrius Blaževičius, Marija Kavtaradze et Vytaytas Katkus.
Parmi ses productions, on distingue Slow, deuxième long métrage de Marija Kavtaradze, qui remporte en 2023 le prix de la meilleure réalisation au festival du film de Sundance 2023, Nova Lituania de Karolis Kaupinis qui est sélectionné à la 93e cérémonie des Oscar 2019 et Cherries de Vytautas Katkus qui participe en 2022 au Festival de Cannes pour le prix de la Palme d'Or du court métrage,,.
Depuis 2011, Marija Razgutė est membre de l'Association des producteurs indépendants de Lituanie, et membre du conseil d'administration depuis 2016. Elle est aussi membre de l'Académie européenne du cinéma depuis 2015, de l'EWA Network depuis 2018, et est l'hôte de la Pop up Film Residency Vilnius depuis 2020.
En parallèle, Marija Razgutė est sélectionnée et obtient les diplômes des ateliers MAIA 2013-2014, des ateliers de productions EAVE promotion 2016, Producer on the Move 2020, de ACE producers 2020 et de ACE Leadership 2022.
Elle est actuellement en train de développer au sein de  M-Films le premier long métrage de Vytautas Katkus - The Visitor et le second long métrage de Karolis Kaupinis - Hunger Strike Breakfast.

## Filmographie

### Productrice
- 2008 : Suicide de Mindaugas Sruogius (fiction / court métrage / Lituanie)
- 2011 : Ten Reasons de Andrius Blaževičius (fiction / court métrage / Lituanie)
- 2013 : Dog’s Life de Ieva Veiverytė (fiction / court métrage / Lituanie)
- 2013 : Identities de Aistė Žegulytė (documentaire / court métrage / Lituanie)
- 2013 : The Noisemaker de Karolis Kaupinis  (fiction / court métrage / Lituanie)
- 2014 : I'm Twenty Something de Marija Kavtaradze (fiction / court métrage / Lituanie)
- 2015 : Woods de Ignas Meilūnas  (animation / court métrage / Lituanie)
- 2015 : The Amateurs de Audrius Antanavičius  (documentaire / court métrage / Lituanie)
- 2016 : The Saint de Andrius Blaževičius (fiction / long métrage / Lituanie)
- 2017 : The Mother's Day de Kamilė Milašiūtė (fiction / court métrage / Lituanie)
- 2017 : Watchkeeping de Karolis Kaupinis (fiction / court métrage / Lituanie)
- 2018 : Summer Survivors de Marija Kavtaradze (fiction / 91 min / Lituanie)
- 2019 : Matilda and the Spare Head de Ignas Meilūnas  (animation / court métrage / Lituanie)
- 2019 : Nova Lituania  de Karolis Kaupinis (fiction / long métrage / Lituanie)
- 2021 : Runner de Andrius Blaževičius (fiction / long métrage / Lituanie)
- 2022 : Cherries de Vytautas Katkus (fiction / 15 min / Lituanie)
- 2023 : Slow de Marija Kavtaradze (fiction / 108 min / Lituanie, Espagne, Suède)
- 2024 : The Visitor de Vytautas Katkus (fiction / long-métrage / Lituanie, France / en développement)
- 2024 : Hunger Strike Breakfast  de Karolis Kaupinis (fiction / long métrage / Lituanie / en développement)

### Participation mineure (coproduction)
- 2018 : Trot de Xacio Baño
- 2020 : Otar’s Death de Ioseb Soso Bliadze
- 2021 : Out of Sync de Juanjo Giménez
- 2023 : Life Interrupted de Ilze Kunga-Melgaile

## Distinctions
- Prix de l'Académie du Cinéma Lituanien "Silver Crane" 2017 : 3 nominations au prix du meilleur accomplissement personnel pour The Saint, The Mother's Day et Watchkeeping
- Festival international du Film de Riviera 2019 : Prix spécial du Jury et nomination au prix de la meilleure image pour Summer Survivors (partagé avec la réalisatrice Marija Kavtaradze)
- Prix de l'Académie du Cinéma Lituanien "Silver Crane" 2022: Nomination au prix de la meilleure coproduction avec Out of Sync